# مايك باركا
مايك باركا (بالإنجليزية: Mike Barca)‏ هو لاعب كرة قدم أمريكي، ولد في 30 يناير 1954 في نيوآرك في الولايات المتحدة. لعب مع كليفلاند فورس ‏.